# Manigri
Manigri è un arrondissement del Benin situato nella città di Bassila (dipartimento di Donga) con 19.076 abitanti (dato 2006).